# Shanklin (stacja kolejowa)
Shanklin – stacja kolejowa w miejscowości Shanklin na Wyspie Wight. Od roku 1966 jest stacją końcową linii kolejowej Ryde - Shanklin. Linia kolejowa jest zelektryfikowana, zasilanie następuje trzecim torem. 

## Ruch pasażerski
Stacja obsługuje 383 000 pasażerów rocznie (dane na rok 2007). Łączy popularny kurort nadmorski z innymi miastami - Sandown i Ryde oraz z przystanią promów pasażerskich w Ryde. Jest również atrakcją turystyczną wyspy.

## Obsługa pasażerów
Kasa biletowa, informacja elektroniczna, postój taksówek, przystanek autobusowy, bufet.